# Evglenofiti
Evglenofiti (znanstveno ime Euglenophyta) ali evglenidi, pa tudi evglenoidi, so enoceličarji, za katere je značilen monadni (tudi bičkasti ali flagelatni) organizacijski tip, pri katerem ima celica vsaj en biček (tudi bič). Ta skupina enoceličnih organizmov ima najpogosteje enega ali dva bička, ki služita premikanju (denimo lokomociji v vodnem mediju). Od velike skupine Euglenozoa so se evglenofiti odcepili pred več kot milijardo let, predvideva pa se, da izvirajo iz prednika, ki je preko sekundarne endosimbioze vase sprejel rdečo algo, ki pa je bila od takrat že izgubljena. Plastidi vseh živečih fotosintetizirajočih vrst naj bi izvirali iz sekundarne endosimbioze med fagotrofnimi evkarivornimi evglenidi in zelenimi algami, sorodnimi rodu Pyramimonas. Poznanih je okoli 900 vrst evglenofitov.

## Zgradba

### Pelikula in oblika
Tipični evglenofiti so podolgovate oziroma vretenaste oblike, četudi obstajajo vrste, ki odstopajo od klasičnega izgleda. Posebnost evglenofitov je odsotnost celične stene, ki jo nadomeščena nekoliko prilagojena celična membrana (plazmalema), imenovana tudi pelikula. Pri nekaterih je slednja dovolj mehka, da jim do neke mere omogoča spreminjanje oblike celice (s pretakanjem citoplazme iz enega dela v drugega, pri čemer je posledica širitev enega dela in krčitev drugega), medtem ko določeni evglenofiti posedujejo trdno pelikulo, ki onemogoča spremembo oblike, a je hkrati boljša zaščita pred vplivi zunanjega okolja. Sama površina pelikule je navadno neravna in vsebuje razne tvorbe (npr. odprtinice, skozi katere se izloča sluz). Pri nekaterih rodovih, denimo Trachelomonas, se pojavlja celični steni podobna okrepljena tvorba, ki jo gradijo železovi in manganovi minerali.

### Bički
Za prednji del evglenofitov je značilna ugreznjena vdolbinica (ali požiralnik), v bližini katere so razporejene kontraktilne vakuole, ki prečrpavajo vodo s pomočjo krčljivih gibov. V citoplazmi teh organizmov so prisotna tudi bazalna telesca, iz katerih izraščajo celični bički, ki so mnogokrat v dvojicah, pri čemer je en bič nekoliko krajši od drugega, ali pa se njuna dolžina ne razlikuje. Občasno je eden izmed obeh bičkov tako kratek, da se ga ne vidi pri opazovanju s svetlobnim mikroskopom (mnogokrat namreč dolžina bička ne presega dolžine vdolbinice). Pri evglenofitih, ki imajo samo en biček, na odsotnost drugega kažeta dve bazalni telesci, pri čemer le iz enega izrašča bič. Mesto izraščanja teh celičnih organelov je sredina prednjega dela. Bički so organeli, ki služijo premikanju organizmov v raznih medijih (običajno v vodi).

### Stigma in jedro
Ena izmed karakterističnih strukturnih komponent evglenofitov je tudi očesna pega ali stigma, ki se prav tako nahaja v prednjem delu telesa v neposredni bližini običkanih bazalnih telesc. V njej najdemo razne pigmente, kot sta karoten in astakstantin, ki ji dajeta oranžno do rdečo barvo. Za stigmo je značilna občutljivost na svetlobo, tesno pa sodeluje s fotoreceptorjem, s pomočjo katerega opravljata nadzor gibanja in skrbita, da evglenofit potuje v smeri svetlobe, ki je nujna za delovanje kloroplastov. Celično jedro evglenofitov je lahko podolgovate ali kroglaste oblike, za kromatin je značilno, da ga vežejo histonske beljakovine (histoni).

### Kloroplasti
Evglenofiti so običajno zelene barve, ki je posledica vsebnosti večje količine zelenih pigmentov, kot sta klorofil a in b. V teh organizmih pa je prisoten tudi delež drugih barvil, kot so denimo karoteni in ksantofil. Lastnost, ki je najbolj značilna za rastlinske celice, pojavlja pa se tudi pri celicah evglenofitov, so kloroplasti. Okoli ena tretjina rodov evglenofitov ima v svojih celicah kloroplaste. Ti so raznoliki, saj jih pri različnih vrstah najdemo v variabilnih oblikah (tako ima zelena evglena, Euglena viridis kloroplaste zvezdaste oblike, pri E. gracilis so ploščati, za E. acus so značilni lečasti, medtem ko se pojavljajo tudi trakasti in obročkasti plastidi). Fotosintetske membrane so pogosto razporejene v tri tilakoide, ki jih obdaja še ena večja. Posebnost nekaterih evglenofitov so zrna pirenoida, ki so del kloroplasta in jih sestavlja škrob. V okviru pirenoida delujejo tudi številni encimi fotosintetskih reakcij (denimo rubisko).

## Ekologija

### Prehranjevanje
Približno dve tretjini rodov evglenofitov je heterotrofov, za katere je značilna odsotnost obarvanih plastidov. Za večji delež vrst evglenofitov je značilen miksotrofni način prehranjevanja, pri katerem organizmi izvajajo tako heterotrofijo (porabljajo organske snovi, ki jih je naredil drug organizem) kot tudi avtotrofijo (proizvajajo lastne organske snovi). Pri evglenofitih se pojavljajo tudi takšni, ki hrano pridobivajo iz svoje okolice, pri čemer se za samo absorpcijo hranil poslužujejo osmoze snovi – takšnim organizmom pravimo osmotrofi. Primeri osmotrofnih evglenofitov so pripadniki rodu Astasia. Pogosto hranila evglenofitov predstavljajo različne bakterije, alge mikroskopskih velikosti, bičkarji ali delci detrita (organskega drobirja).
Posebni primer predstavljajo evglenofiti, ki se preživljajo kot notranji zajedavci (endoparaziti) in jih lahko najdemo v notranjosti nekaterih živali ter na ribjih škrgah. Značilnost miksotrofov je zmožnost prilagajanja na zunanje okolje s spremembo načina prehranjevanja, kar je dobro vidno pri evglenofitih, ki v odsotnosti svetlobe izgubijo pigmente (postanejo bledi) in se začnejo prehranjevati heterotrofno (denimo saprofitsko), takoj po vnovični izpostavljenosti svetlobi pa preklopijo na fototrofni način prehranjevanja, pri čemer znova pridobijo svojo barvo in pričnejo z izvajanjem fotosintetskih reakcij. S pomočjo poskusov so strokovnjaki pokazali, da je mogoča razgradnja kloroplastov s pomočjo antibiotika steptomicina in visokih temperatur. Tako obdelani organizmi sicer preživijo, a ostanejo trajno heterotrofni (zaradi odsotnosti kloroplastov izvajanje fotosinteze ni možno).

### Habitat
Za evglenofite je značilna precejšnja razširjenost. Velik delež vrst prebiva v razmeroma toplih sladkih vodah, kjer je veliko organskih snovi (na primer ribniki, barja, močvirja in drugi vodni življenjski prostori). Določene vrste so morski prebivalci, nekatere pa se pojavljajo celo v oceanskih vodah. Zaradi svojega načina prehranjevanja so evglenofiti odlični bioindikatorji, ki s svojo pretirano prisotnostjo pokažejo na visoko raven evtrofikacije vode (tudi cvetenje voda).

## Razmnoževanje
Evglenofiti so enocelični organizmi, ki se razmnožujejo nespolno (vegetativno) s pomočjo vzdolžne delitve celice, pri kateri potečeta tako mitoza kot tudi citokineza (delitev citoplazme). Sam proces ima pri določenih vrstah svoje posebnosti, variabilen pa je tudi čas poteka vzdolžne delitve (pri organizmih rodu Phacus poteka delitev okoli 48 ur, medtem ko evglenofiti rodu Euglena delitev izvedejo v času od 2 do 4 ur). Pri delitvi se najprej podvojijo bazalna telesa in bički, sledi duplikacija citosoma in mikrotubulov, nazadnje se podvojijo tudi jedro in ostanki citoskeleta. Dve hčerinski celici nastaneta z vzdolžno predelitvijo materinske.

## Galerija
- Euglena sp. (Euglenales)
- Phacus sp. (Euglenales)
- Trachelomonas sp. (Euglenales)
- Kulture evglenofitov v petrijevkah
- Celični diagram
- Anisonema, Petalomonas, Notosolenus, Scytomonas in Tropidoscyphus spp. (Sphenomonadales); Heteronema, Dinema in Entosiphon spp. (Heteronematales)